# Pape Seydou N’Diaye
Pape Seydou N’Diaye (ur. 11 lutego 1993 w Dakarze) – senegalski piłkarz występujący na pozycji bramkarza. Od 2022 roku jest zawodnikiem klubu Hadiya Hossana FC. Z młodzieżową reprezentacją Senegalu wygrał Igrzyska Afrykańskie 2015. W pierwszej reprezentacji Senegalu zadebiutował 10 lutego 2016 w przegranym 0:2 towarzyskim meczu przeciwko Meksykowi. Jako jedyny piłkarz z Championnat National du Sénégal został powołany na Puchar Narodów Afryki 2017.